# Cushingov sindrom
Cushingov sindrom (naziv se još i hiperadrenokortizolizam ili hiperkortizolizam) endokrini je poremećaj koji je posljedica povišene razine hormon kortizola u krvi. Uzrok povišenih vrijednosti može biti povišeno stvaranje hormona u tijelu ili povišen unos u tijelo glukokortikoida (lijekovi). Cushingov sindrom nazvan je po američkom liječniku Harvey Cushing koji ga je prvi opisao 1932. g. Cushingov sindrom treba razlikovati od Cushingove bolesti, koja uzrokuje sindrom zbog tumora hipofize koje izlučuje povišene vrijednosti ACTH. 

## Znakovi i simptomi
Neki od znakova i simptoma bolesti mogu biti brzo povećanje tjelesne težine, osobito oko trupa i glave (centralni tip pretilosti), grba na leđima, okruglo lice, pojačano znojenje (hiperhidroza), teleangiektazije, pojava strije, hirzuitizam, ćelavost. 
Egzogeni Cushingov sindroma najčešće se javlja zbog unosa kortikosteroida kod bolesnika koji liječe neke od učestalijih bolesti u populaciji kao što su astma, KOPB, reumatoidni artritis. Ovaj iatrogeni Cushingov sindrom ujedno je i najčešći uzrok Cushingova sindroma općenito.
Endogeni uzroci sindroma nastupiti zbog:
- pituitarnog Cushingova sindroma, odnosno pojačanog lučenja ACTH iz adenoma hipofize koji se naziva Cushingova bolest
- adrenalnog Cushingova sindroma - pojačano lučenje kortizola iz nadbubrežne žlijezde zbog npr. tumora ili hiperplazije
- ektopičnog izlučivanje ACTH iz npr. stanica raka pluća (paraneoplastični sindrom)